# Treideldamm (Königsberg)
Der Treideldamm in Königsberg diente dem Treideln vor Königsberg i. Pr.
Von dem Kneiphöfischen Ratsherrn Lorenz Goebel (1621–1699) im Jahre 1682 auf dem rechten Pregelufer angelegt, wurde der „holsteinische Treideldamm“ 1736 bis zum Frischen Haff verlängert. Vorbei an der Walzmühle (Königsberg), dem großen Getreidesilo und der Zellstoff-Fabrik führte er über Schloss Groß Holstein und Moditten nach Juditten. Besonders im Frühling bot der Damm einen beliebten Spaziergang.